# Rob Holliday
Pour les articles homonymes, voir Holliday.
Rob Holliday est un musicien britannique né le 8 juin 1979 à Birmingham (Angleterre), connu pour avoir été guitariste et bassiste de Marilyn Manson et guitariste de Curve, Gary Numan, The Mission et The Prodigy. 
Il est actuellement le guitariste/chanteur du groupe rock/metal industriel Sulpher.

## Carrière
Marilyn Manson recherchait désespérément un bassiste et a donc remplacé son bassiste Tim Skold par Rob Holliday. Tim est devenu le guitariste en remplacement de John 5 ayant quitté le groupe en juin 2004.
Depuis 2008 Rob occupait le rôle de bassiste après le départ de Tim Skold. C'est Twiggy Ramirez qui s'occupe aujourd'hui de la guitare au sein de Marilyn Manson.
En 2017, il arrête sa collaboration avec The Prodigy pour se consacrer au groupe Sulpher.

## Discographie

### Curve
- Gift (2001)

### Sulpher
- Spray (2002)
- No One Will Ever Know (2018)

### The Mission
- Lighting The Candles (Live CD and DVD) (2005)

### Gary Numan
- Pure (2000)
- Scarred (2003)
- Hybrid (2003)
- Live at Shepherd's Bush Empire (2004)
- Jagged (2006)

### The Prodigy
- World's On Fire (Live CD and DVD) (2011)
- The Day Is My Enemy (2015)